# Formuła 1 Sezon 1967
Sezon 1967 Formuły 1 był 18. sezonem organizowanych przez FIA wyścigów. Rozpoczął się 2 stycznia 1967 i zakończył 22 października po jedenastu wyścigach.

## Podsumowanie sezonu
Podczas Grand Prix Holandii Lotus ujawnił nowy silnika Forda Cosworth DFV, który okazał się jednym z najbardziej utytułowanych silników w historii motoryzacji – 155 zwycięstw w Grand Prix, Le Mans i Indianapolis. Chociaż Jim Clark wygrał cztery wyścigi, tytuł mistrzowski zdobył Denny Hulme.

## Przegląd sezonu
| Rnd | Wyścig                       | Data            | Miejsce            | Zwycięzca       | Konstruktor     |
| --- | ---------------------------- | --------------- | ------------------ | --------------- | --------------- |
| 1   | Grand Prix RPA               | 2 stycznia      | Kyalami            | Pedro Rodríguez | Cooper-Maserati |
| 2   | Grand Prix Monako            | 7 maja          | Monako             | Denny Hulme     | Brabham-Repco   |
| 3   | Grand Prix Holandii          | 4 czerwca       | Zandvoort          | Jim Clark       | Lotus-Ford      |
| 4   | Grand Prix Belgii            | 18 czerwca      | Spa-Francorchamps  | Dan Gurney      | Eagle-Weslake   |
| 5   | Grand Prix Francji           | 2 lipca         | Le Mans            | Jack Brabham    | Brabham-Repco   |
| 6   | Grand Prix Wielkiej Brytanii | 15 lipca        | Silverstone        | Jim Clark       | Lotus-Ford      |
| 7   | Grand Prix Niemiec           | 6 sierpnia      | Nürburgring        | Denny Hulme     | Brabham-Repco   |
| 8   | Grand Prix Kanady            | 27 sierpnia     | Mosport Park       | Jack Brabham    | Brabham-Repco   |
| 9   | Grand Prix Włoch             | 10 września     | Monza              | John Surtees    | Honda           |
| 10  | Grand Prix USA               | 1 października  | Watkins Glen       | Jim Clark       | Lotus-Ford      |
| 11  | Grand Prix Meksyku           | 22 października | Hermanos Rodríguez | Jim Clark       | Lotus-Ford      |

## 1967 Klasyfikacja końcowa konstruktorów
| Miejsce | Konstruktor     | Punktów |
| ------- | --------------- | ------- |
| 1       | Brabham-Repco   | 63 (67) |
| 2       | Lotus-Ford      | 44      |
| 3       | Cooper-Maserati | 28      |
| 4       | Honda           | 20      |
| 5       | Ferrari         | 20      |
| 6       | BRM             | 17      |
| 7       | Eagle-Weslake   | 13      |
| 8       | Lotus-BRM       | 6       |
| 9       | Cooper-Climax   | 6       |
| 10      | McLaren-BRM     | 3       |
| 11      | Brabham-Climax  | 2       |
| 12      | Eagle-Climax    | 0       |
| 13      | Lotus-Climax    | 0       |
| 14      | Matra-Ford      | 0       |
| 15      | Cooper-ATS      | 0       |
| 16      | LDS-Climax      | 0       |

## 1967 Klasyfikacja końcowa kierowców
| Pos. | Kierowca             | RPA | MON | HOL | BEL | FRA | GBR | GER | KAN | ITA | USA | MEX | Pts.    |
| ---- | -------------------- | --- | --- | --- | --- | --- | --- | --- | --- | --- | --- | --- | ------- |
| 1    | Denny Hulme          | 4   | 1   | 3   | NS  | 2   | 2   | 1   | 2   | NS  | 3   | 3   | 51      |
| 2    | Jack Brabham         | 6   | NS  | 2   | NS  | 1   | 4   | 2   | 1   | 2   | 5   | 2   | 46 (48) |
| 3    | Jim Clark            | NS  | NS  | 1   | 6   | NS  | 1   | NS  | NS  | 3   | 1   | 1   | 41      |
| 4    | John Surtees         | 3   | NS  | NS  | NS  |     | 6   | 4   |     | 1   | NS  | 4   | 20      |
| 5    | Chris Amon           |     | 3   | 4   | 3   | NS  | 3   | 3   | 6   | 7   | NS  | 9   | 20      |
| 6    | Pedro Rodríguez      | 1   | 5   | NS  | 9   | 6   | 5   | 8   |     |     |     | 6   | 15      |
| 7    | Graham Hill          | NS  | 2   | NS  | NS  | NS  | NS  | NS  | 4   | NS  | 2   | NS  | 15      |
| 8    | Dan Gurney           | NS  | NS  | NS  | 1   | NS  | NS  | NS  | 3   | NS  | NS  | NS  | 13      |
| 9    | Jackie Stewart       | NS  | NS  | NS  | 2   | 3   | NS  | NS  | NS  | NS  | NS  | NS  | 10      |
| 10   | Mike Spence          | NS  | 6   | 8   | 5   | NS  | NS  | NS  | 5   | 5   | NS  | 5   | 9       |
| 11   | John Love            | 2   |     |     |     |     |     |     |     |     |     |     | 6       |
| 12   | Jo Siffert           | NS  | NS  | 10  | 7   | 4   | NS  | NS  | NW  | NS  | 4   | 12  | 6       |
| 13   | Jochen Rindt         | NS  | NS  | NS  | 4   | NS  | NS  | NS  | NS  | 4   | NS  |     | 6       |
| 14   | Bruce McLaren        |     | 4   | NS  |     | NS  | NS  | NS  | 7   | NS  | NS  | NS  | 3       |
| 15   | Jo Bonnier           | NS  |     |     | NS  |     | NS  | 5   | 8   | NS  | 6   | 10  | 3       |
| 16   | Chris Irwin          |     |     | 7   | NS  | 5   | 7   | 7   | NS  | NS  | NS  | NS  | 2       |
| 17   | Bob Anderson         | 5   | DK  | 9   | 8   | NS  | NS  |     |     |     |     |     | 2       |
| 18   | Mike Parkes          |     |     | 5   | NS  |     |     |     |     |     |     |     | 2       |
| 19   | Guy Ligier           |     |     |     | 10  | NC  | 10  | 6   |     | NS  | NS  | 11  | 1       |
| 20   | Ludovico Scarfiotti  |     |     | 6   | NC  |     |     |     |     | NS  |     |     | 1       |
| 21   | Jacky Ickx           |     |     |     |     |     |     |     |     | 6   | NS  |     | 1       |
| 22   | Jean-Pierre Beltoise |     | DK  |     |     |     |     |     |     |     | 7   | 7   | 0       |
| 23   | David Hobbs          |     |     |     |     |     | 8   |     | 9   |     |     |     | 0       |
| 24   | Jonathan Williams    |     |     |     |     |     |     |     |     |     |     | 8   | 0       |
| 25   | Alan Rees            |     |     |     |     |     | 9   |     |     |     |     |     | 0       |
| 26   | Richard Attwood      |     |     |     |     |     |     |     | 10  |     |     |     | 0       |
| 27   | Mike Fisher          |     |     |     |     |     |     |     | 11  |     |     | NS  | 0       |
| –    | Dave Charlton        | NC  |     |     |     |     |     |     |     |     |     |     | 0       |
| –    | Luki Botha           | NC  |     |     |     |     |     |     |     |     |     |     | 0       |
| –    | Al Pease             |     |     |     |     |     |     |     | NC  |     |     |     | 0       |
| –    | Piers Courage        | NS  | NS  |     |     |     | NW  |     |     |     |     |     | 0       |
| –    | Moisés Solana        |     |     |     |     |     |     |     |     |     | NS  | NS  | 0       |
| –    | Sam Tingle           | NS  |     |     |     |     |     |     |     |     |     |     | 0       |
| –    | Lorenzo Bandini      |     | NS  |     |     |     |     |     |     |     |     |     | 0       |
| –    | Johnny Servoz-Gavin  |     | NS  |     |     |     |     |     |     |     |     |     | 0       |
| –    | Silvio Moser         |     |     |     |     |     | NS  |     |     |     |     |     | 0       |
| –    | Giancarlo Baghetti   |     |     |     |     |     |     |     |     | NS  |     |     | 0       |
| –    | Tom Jones            |     |     |     |     |     |     |     | DK  |     |     |     | 0       |
| –    | Eppie Wietzes        |     |     |     |     |     |     |     | DSQ |     |     |     | 0       |
| –    | Richie Ginther       |     | DK  |     |     |     |     |     |     |     |     |     | 0       |
| Poz. | Kierowca             | RPA | MON | HOL | BEL | FRA | GBR | GER | KAN | ITA | USA | MEX | Pts.    |

| Legenda oznaczeń w tabelach wyników Wyświetl szablon na nowej stronie | Legenda oznaczeń w tabelach wyników Wyświetl szablon na nowej stronie                                                                     |
| Oznaczenie                                                            | Wyjaśnienie |
| --------------------------------------------------------------------- | --- |
| Złoty                                                                 | Zwycięzca lub mistrzostwo |
| Srebrny                                                               | 2. miejsce lub wicemistrzostwo |
| Brązowy                                                               | 3. miejsce lub II wicemistrzostwo |
| Zielony                                                               | Ukończył, punktował (w klasyfikacji generalnej, gdy zdobył co najmniej jeden punkt na przestrzeni sezonu, poza trzema powyższymi opcjami) |
| Niebieski                                                             | Ukończył, nie punktował (w klasyfikacji generalnej, gdy nie zdobył co najmniej jednego punktu na przestrzeni sezonu)                      |
| Czerwony                                                              | Nie zakwalifikował się (NZ) |
| Czerwony                                                              | Nie prekwalifikował się (NPK) |
| Różowy                                                                | Nie ukończył (NU) |
| Różowy                                                                | Niesklasyfikowany (NS) (w klasyfikacji generalnej, gdy nie został sklasyfikowany w żadnym wyścigu sezonu)                                 |
| Czarny                                                                | Zdyskwalifikowany (DK) |
| Czarny                                                                | Wykluczony (WYK/EX) |
| Biały                                                                 | Nie wystartował (NW) |
| Biały                                                                 | Kontuzjowany (K/INJ) |
| Biały                                                                 | Wyścig odwołany (OD/C) |
| Bez koloru                                                            | Został wycofany (WYC/WD) |
| Bez koloru                                                            | Nie przybył (NP/DNA) |
| Bez koloru                                                            | Nie brał udziału w treningach (NT/DNP) |
| Bez koloru                                                            | Nie został zgłoszony (–) |
| Pogrubienie                                                           | Start z pole position |
| Kursywa                                                               | Najszybsze okrążenie wyścigu |
| †                                                                     | Nie ukończył, ale jego rezultat został zaliczony ze względu na przejechanie więcej niż 90% dystansu wyścigu.                              |
| *                                                                     | Sezon w trakcie |
| 1/2/3                                                                 | Punktowana pozycja w sprincie kwalifikacyjnym                                                                                             |
| Lista systemów punktacji Formuły 1                                    | |

| Miejsce | Kierowca             | Kraj            | Punktów | Zwycięstw | Podium | PP |
| ------- | -------------------- | --------------- | ------- | --------- | ------ | -- |
| 1       | Denny Hulme          | Nowa Zelandia   | 51      | 2         | 8      |    |
| 2       | Jack Brabham         | Australia       | 46 (48) | 2         | 6      | 2  |
| 3       | Jim Clark            | Wielka Brytania | 41      | 4         | 5      | 6  |
| 4       | John Surtees         | Wielka Brytania | 20      | 1         | 2      |    |
| 5       | Chris Amon           | Nowa Zelandia   | 20      |           | 4      |    |
| 6       | Pedro Rodríguez      | Meksyk          | 15      | 1         | 1      |    |
| 7       | Graham Hill          | Wielka Brytania | 15      |           | 2      | 3  |
| 8       | Dan Gurney           | USA             | 13      | 1         | 2      |    |
| 9       | Jackie Stewart       | Wielka Brytania | 10      |           | 2      |    |
| 10      | Mike Spence          | Wielka Brytania | 9       |           |        |    |
| 11      | John Love            | Rodezja         | 6       |           | 1      |    |
| 12      | Jo Siffert           | Szwajcaria      | 6       |           |        |    |
| 13      | Jochen Rindt         | Austria         | 6       |           |        |    |
| 14      | Bruce McLaren        | Nowa Zelandia   | 3       |           |        |    |
| 15      | Jo Bonnier           | Szwecja         | 3       |           |        |    |
| 16      | Chris Irwin          | Wielka Brytania | 2       |           |        |    |
| 17      | Bob Anderson         | Wielka Brytania | 2       |           |        |    |
| 18      | Mike Parkes          | Wielka Brytania | 2       |           |        |    |
| 19      | Guy Ligier           | Francja         | 1       |           |        |    |
| 20      | Ludovico Scarfiotti  | Włochy          | 1       |           |        |    |
| 21      | Jacky Ickx           | Belgia          | 1       |           |        |    |
| 22      | Jean-Pierre Beltoise | Francja         |         |           |        |    |
| 23      | David Hobbs          | Wielka Brytania |         |           |        |    |
| 24      | Jonathan Williams    | Wielka Brytania |         |           |        |    |
| 25      | Alan Rees            | Wielka Brytania |         |           |        |    |
| 26      | Richard Attwood      | Wielka Brytania |         |           |        |    |
| 27      | Mike Fisher          | USA             |         |           |        |    |
| –       | Dave Charlton        | RPA             |         |           |        |    |
| –       | Luki Botha           | RPA             |         |           |        |    |
| –       | Al Pease             | Kanada          |         |           |        |    |
| –       | Piers Courage        | Wielka Brytania |         |           |        |    |
| –       | Moisés Solana        | Meksyk          |         |           |        |    |
| –       | Sam Tingle           | Rodezja         |         |           |        |    |
| –       | Lorenzo Bandini      | Włochy          |         |           |        |    |
| –       | Johnny Servoz-Gavin  | Francja         |         |           |        |    |
| –       | Silvio Moser         | Szwajcaria      |         |           |        |    |
| –       | Giancarlo Baghetti   | Włochy          |         |           |        |    |
| –       | Eppie Wietzes        | Kanada          |         |           |        |    |
| –       | Richie Ginther       | USA             |         |           |        |    |

## Wyniki wyścigów nie zaliczonych do mistrzostw
| Nazwa Wyścigu                 | Tor          | Data         | Zwycięzca                       | Konstruktor   |
| ----------------------------- | ------------ | ------------ | ------------------------------- | ------------- |
| II Wyścig Mistrzów            | Brands Hatch | 12 marca     | Dan Gurney                      | Eagle-Weslake |
| I Spring Cup                  | Oulton Park  | 15 kwietnia  | Jack Brabham                    | Brabham-Repco |
| XIX BRDC International Trophy | Silverstone  | 29 kwietnia  | Mike Parkes                     | Ferrari       |
| XVI Grand Prix Syrakuz        | Syrakuzy     | 21 maja      | Mike Parkes Ludovico Scarfiotti | Ferrari       |
| XIV Oulton Park Gold Cup      | Oulton Park  | 16 września  | Jack Brabham                    | Brabham-Repco |
| XV Grand Prix Hiszpanii       | Jarama       | 12 listopada | Jim Clark                       | Lotus-Ford    |